# Moldauische Basketballnationalmannschaft der Damen
Die moldauische Basketballnationalmannschaft der Damen vertritt Moldau im internationalen Basketball und wird vom Basketballverband der Republik Moldau (rumänisch Federația de Baschet din Moldova) organisiert.
Die beiden bisherigen Teilnahmen an einem großen internationalen Turnier waren bei der Europameisterschaft 1995 und der Europameisterschaft 1997.

## Abschneiden bei internationalen Wettbewerben

### Olympische Spiele
| - keine |

### Weltmeisterschaften
| - keine |

### Europameisterschaften
| - 1995 – 6. Platz - 1997 – 7. Platz |

## Kader
Eine Übersicht des Kaders findet sich beispielsweise in der englischsprachigen Fassung dieses Artikels oder auf dem Internetportal eurobasket.com (s. Abschnitt Weblinks).